# STONED
STONED（ストーンド）は、日本のプロレス団体「みちのくプロレス」で結成されたヒールユニット。

## 経歴
- 2005年12月2日、Gammaが憎きザ・グレート・サスケを倒すべくアイドル路線で活動していた佐藤秀と佐藤恵と結成。
- 12月、菅原拓也、大間まぐ狼、景虎が加入。
- 2007年、解散。

## メンバー
- 菅原拓也（2代目リーダー）
- 大間まぐ狼
- 佐藤秀
- 佐藤恵

## 元メンバー
- Gamma（初代リーダー）
- 景虎